# Стадион Монктон
Стадион Монктон (фр. Croix-Bleue Medavie Stadium, фр. Stade Moncton) је вишенаменски стадион, који се налази у Монктону, [[]], Канада. Капацитет стадиона износи 25.000 места за седење. Овај стадион је домаћи стадион универзитета Монктон.
Стадион се налази у кампусу Универзитета Монктон у Монктону, Њу Брансвик, Канада, изграђен за домаћина ИААФ 2010 Светског јуниорског првенства у атлетици. Дворана је вредна 17 милиона долара отворена је 2010. године. Иако је капацитет седишта варирао у почетку изградње (првобитни планови су предвиђали чак 28.000 места), стадион има 8.300 сталних седишта, а може се проширити на 25.000 преко привремених седишта.  То је домаћи терен за фудбалске тимове Монктон иглс блуз.

## Изградња
Изградња компаније Акадиан Констракшн почела је 22. априла 2009. и потпуно је завршена у јулу 2010. године, баш на време за Светско јуниорско првенство у атлетици 2010. године. Иако је стадион у потпуности завршен тек у јулу, коришћен је 23. новембра 2009. пошто је Зимски олимпијски пламен у Ванкуверу 2010. остао тамо преко ноћи.
Стадион је преименован у Стаде Кро-Блеу Медави 20. марта 2019. након што је Медави Блу крос дао милион долара за подршку стипендијама студентима спортистима у програмима здравствених наука.

## Подлога
Да би био домаћин утакмица за Светско првенство у фудбалу за жене 2015, стадион је морао да уклони травнату површину и замени је вештачком травом. Стадион је платио 1,5 милиона долара за конверзију у ФиелдТурф и плаћа додатних 500.000 долара за стварање нове травнате површине поред стадиона за коришћење тамо где се травњак не може користити због безбедносних разлога, као што је параолимпијска атлетска стаза, што је подстакло оптужбе за дискриминацију параолимпијских спортиста.
Коалиција елитних играчица из целог света поднела је тужбу којом оспорава одлуку ФИФА да Светско првенство за жене 2015. игра на вештачкој трави. Наводно полну дискриминацију, у тужби се наводи да се Светско првенство за мушкарце никада не би одржавало на „небезбедном“ вештачком травњаку и тиме крши Канадски закон о људским правима.
| Датум           | Такмичење                                      | Домаћин               | Гост              | Победник   | Резултат | Посета |
| --------------- | ---------------------------------------------- | --------------------- | ----------------- | ---------- | -------- | ------ |
| 30. мај 2012    | Пријатељска                                    | Канада                | Кина              | Канада     | 1 : 0    | 7.514  |
| 6. август 2014  | Светско првенство у фудбалу за жене 2014. U-20 | Енглеска U-20         | Јужна Кореја U-20 | Нерешено   | 1 : 1    | 3.587  |
| 6. август 2014  | Светско првенство у фудбалу за жене 2014. U-20 | Мексико U-20          | Нигерија U-20     | Нерешено   | 1 : 1    | 3.587  |
| 9. август 2014  | Светско првенство у фудбалу за жене 2014. U-20 | Енглеска U-20         | Мексико U-20      | Нерешено   | 1 : 1    | 4.636  |
| 9. август 2014  | Светско првенство у фудбалу за жене 2014. U-20 | Јужна Кореја U-20     | Нигерија U-20     | Нигерија   | 1 : 2    | 4.636  |
| 12. август 2014 | Светско првенство у фудбалу за жене 2014. U-20 | Гана U-20             | Финска U-20       | Гана       | 2 : 1    | 4.706  |
| 12. август 2014 | Светско првенство у фудбалу за жене 2014. U-20 | Сједињене Државе U-20 | Кина U-20         | САД        | 3 : 0    | 4.706  |
| 17. август 2014 | Светско првенство у фудбалу за жене 2014. U-20 | Нигерија U-20         | Нови Зеланд U-20  | Нигерија   | 4 : 1    | 3.588  |
| 20. август 2014 | Светско првенство у фудбалу за жене 2014. U-20 | Северна Кореја U-20   | Нигерија U-20     | Нигерија   | 2 : 6    | 4.871  |
| 9. јун 2015     | Група Ф                                        | Француска             | Енглеска          | Француска  | 1 : 0    | 11.686 |
| 9. јун 2015     | Група Ф                                        | Колумбија             | Мексико           | Нерешено   | 1 : 1    | 11.686 |
| 13. јун 2015    | Група Ф                                        | Француска             | Колумбија         | Колумбија  | 0 : 2    | 13.138 |
| 13. јун 2015    | Група Ф                                        | Енглеска              | Мексико           | Енглеска   | 2 : 1    | 13.138 |
| 15. јун 2015    | Група Б                                        | Обала Слоноваче       | Норвешка          | Норвешка   | 1 : 3    | 7.147  |
| 17. јун 2015    | Група Е                                        | Костарика             | Бразил            | Бразил     | 0 : 1    | 9.543  |
| 21. јун 2015    | Осмина финала                                  | Бразил                | Аустралија        | Аустралија | 0 : 1    | 12.054 |